# Millettia xylocarpia
Millettia xylocarpia är en ärtväxtart som beskrevs av Friedrich Anton Wilhelm Miquel. Millettia xylocarpia ingår i släktet Millettia och familjen ärtväxter. Inga underarter finns listade i Catalogue of Life.